# Скадоксус
Скадо́ксус (Scadoxus) — рід отруйних багаторічних рослин родини амарилісових, що налічує 8-9 видів. Усі його представники мають африканське походження. Серед них є декоративні і лікарські рослини.

## Назва
Назва роду утворена поєднанням двох грецьких слів: skia («тінь») від sciadon — «парасолька» та doxus — «слава». В довільному перекладі означає «славна парасолька» і вказує на яскраві суцвіття-зонтики, властиві усім скадоксусам.

## Опис

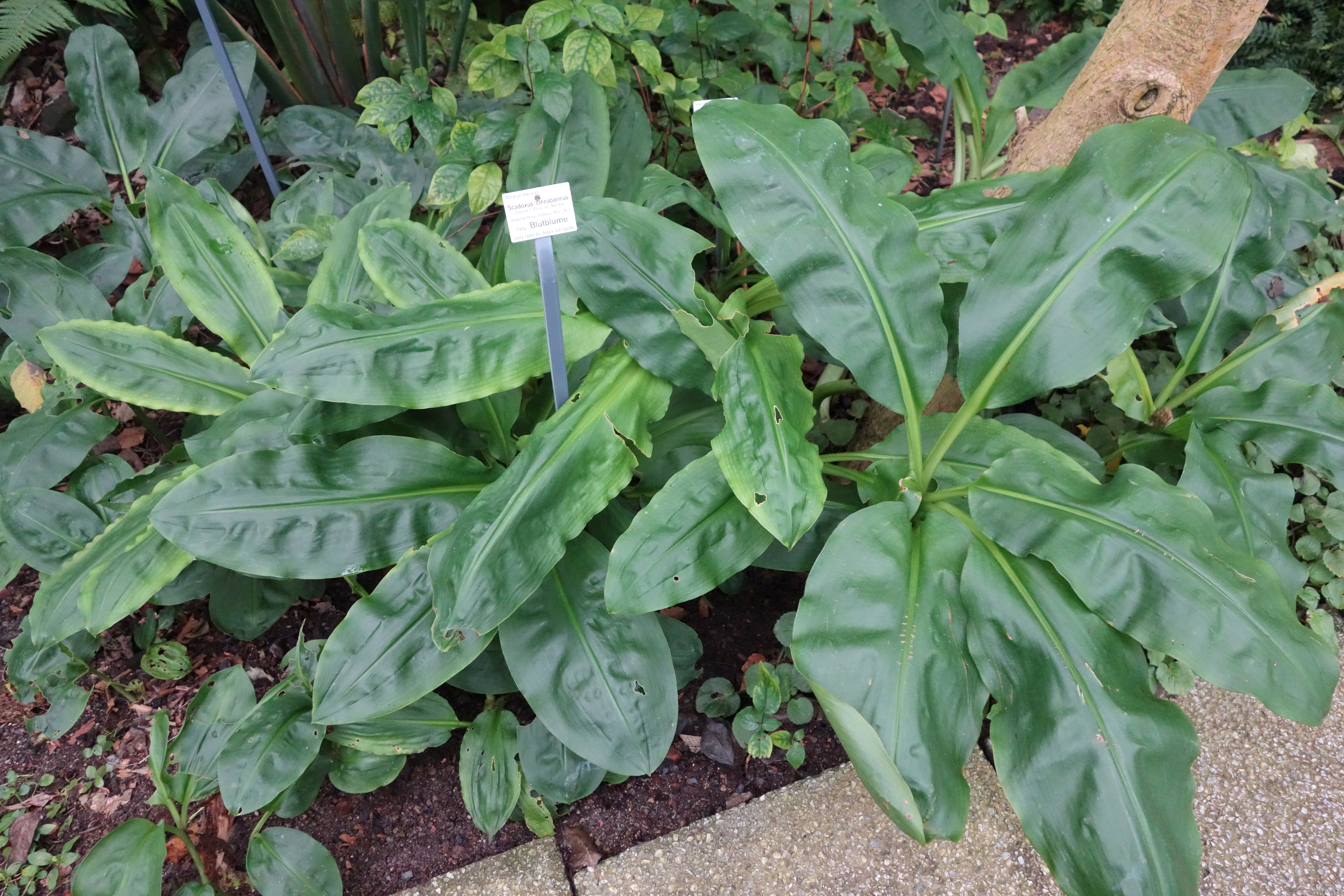
Листя Scadoxus cinnabarinus

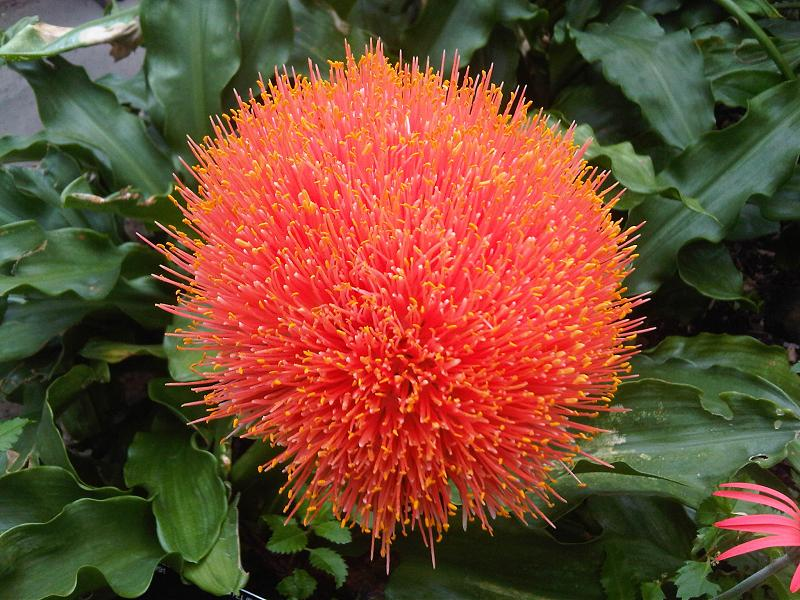
Суцвіття Scadoxus puniceus

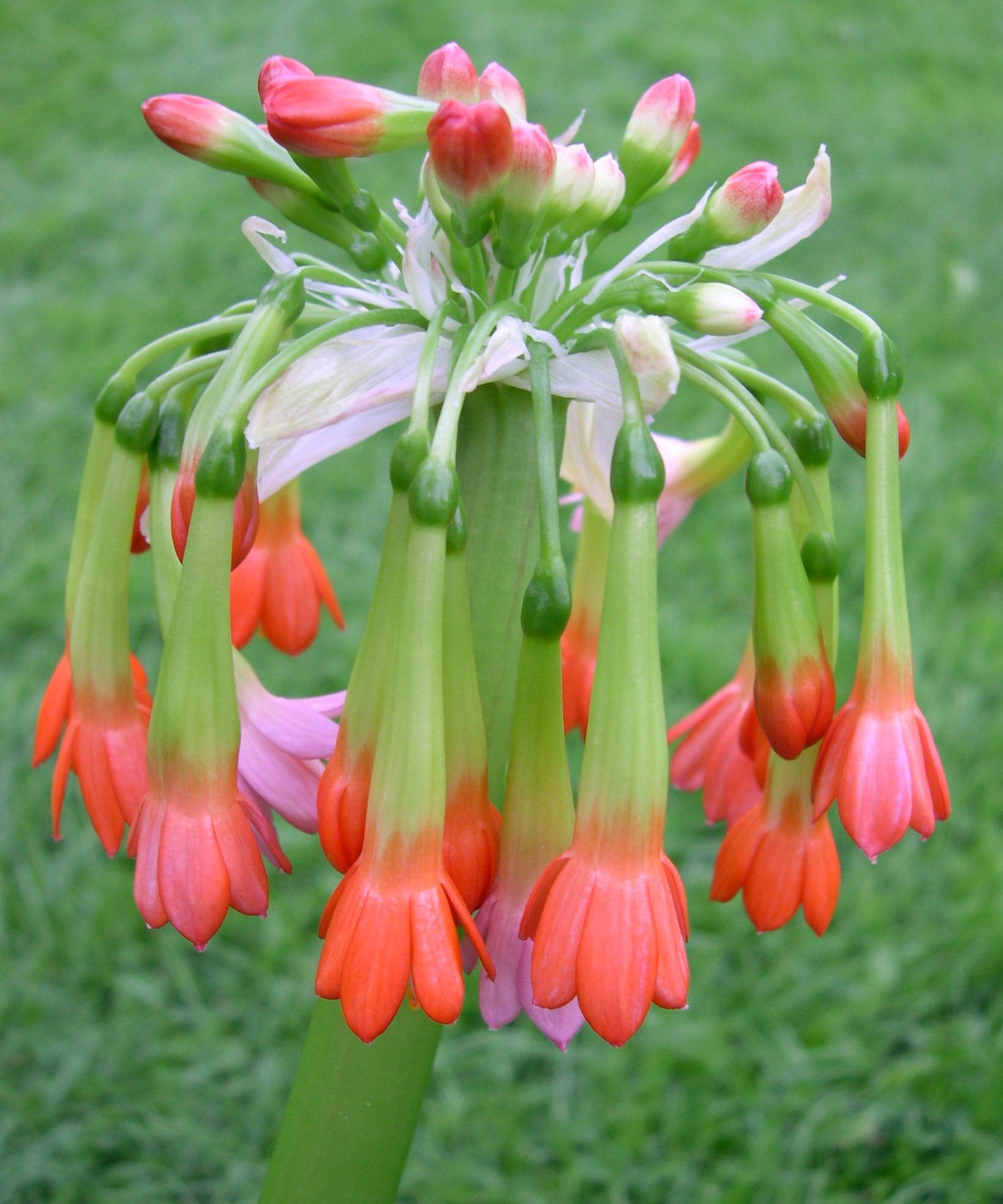
Суцвіття Scadoxus cyrtanthiflorus

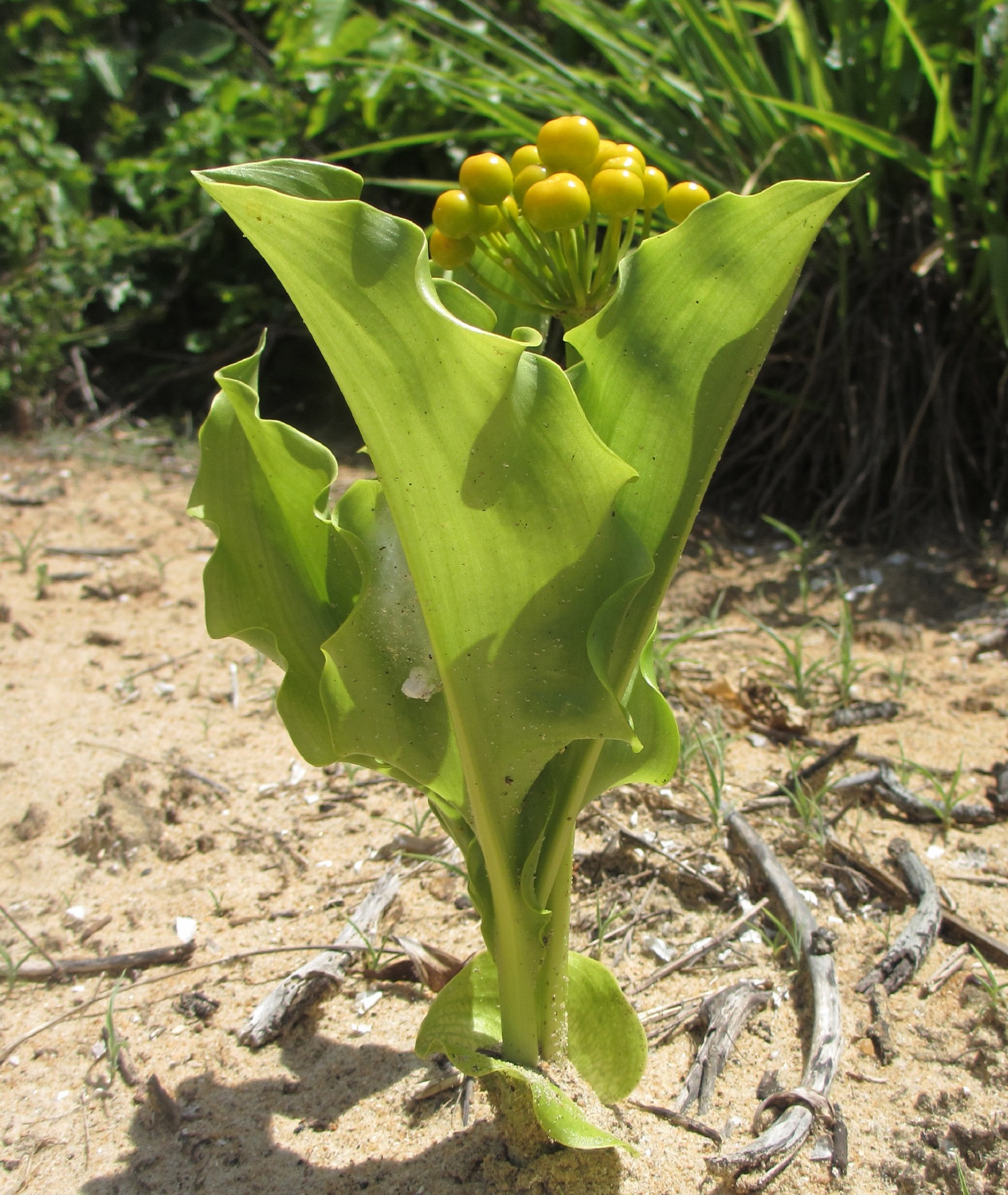
Недостиглі плоди скадоксуса багатоквіткового

Цибулинні або кореневищні трав'янисті рослини заввишки 40-120 см, геофіти, причому цибулинні види, як правило, також мають невеликі кореневища. У кореневищних скадоксусів піхви листків утворюють несправжнє стебло. Листки короткочерешкові, ланцетні або яйцеподібні, шкірясті, з потовщеною середньою жилкою та дещо нерівною, лискучою поверхнею, рівним або слабо хвилястим краєм. Їхній колір міниться від світло- до темно-зеленого.
Несправжній квітконос товстий, голий, зелений, також сформований піхвами листків, зазвичай виходить збоку від несправжнього стебла. Суцвіття — великий кулястий зонтик з 4-7 приквітками зеленого або пурпурово-червоного кольору. Зазвичай приквітки всихають ще до розкриття квіток і лише у Scadoxus membranaceus зберігаються і в період цвітіння. У більшості видів квіти спрямовані догори, у Scadoxus cyrtanthiflorus та Scadoxus nutans — пониклі. Квітки двостатеві, актиноморфні, яскраво-червоні. Пелюстки ланцетні. Тичинки довші за пелюстки, з червоними тичинковими нитками та жовтими пиляками. Плід — куляста помаранчева або червона ягода.
Усі частини скадоксусів містять алкалоїди, через що рослини є смертельно отруйними для людини і травоїдних тварин.
Число хромосом 2n = 18.

## Екологія та поширення
Переважна більшість представників роду належать до волого- та тіньолюбних рослин. Вони зростають у тропічному поясі в густих лісах, причому серед представників роду є епіфіти та такі, що ростуть у ґрунті. Кілька видів посухостійкі, такі рослини зростають на скелях та дюнах.
Оскільки рослини трапляються в регіонах з вираженою сезонністю клімату, їхньому розвитку також притаманна циклічність. Вегетативні частини починають розвой навесні після періоду зимового спокою, під час якого рослини скидають листя. У вологолюбних видів квітконоси з'являються одночасно з листям, у посухостійких розвиваються швидше за вегетативні частини, тому їхні квітки добре помітні на тлі навколишньої сухої рослинності.
У природі скадоксуси уражуються гусінню метелика Brithys crini.
Скадоксуси поширені на теренах Африки, що лежать на південь від пустелі Сахари. Вони поширені в таких країнах як Конго, Уганда, Південно-Африканська Республіка, Зімбабве, Ефіопія, Танзанія та інших. Більшість видів мають великі ареали за виключенням Scadoxus cyrtanthiflorus, який є вузьким ендеміком гір Рувензорі. За межами Африки зростає лише один з підвидів скадоксуса багатоквіткового (Scadoxus multiflorus multiflorus), ареал якого включає Аравійський півострів. 2 види та 2 підвиди скадоксусів занесені до Червоного списку південноафриканських рослин. Скадоксуси також інтродуковані в Мексиці.

## Застосування
Завдяки сильній отруйності скадоксус багатоквітковий та Scadoxus cinnabarinus використовуються місцевим населенням для виготовлення отруйних стріл та лову риби. Ці види, а також Scadoxus puniceus знайшли застосування і в африканській народній медицині.
За межами своєї батьківщини скадоксуси відомі перш за все як декоративні рослини. Найчастіше в культурі трапляються скадоксус багатоквітковий, Scadoxus puniceus і Scadoxus membranaceus. Відомий штучний гібрид між першими двома видами, а також декілька сортів.

## Систематика
Спочатку ці рослини описували в межах роду Haemanthus, який і наразі залишається філогенетично найнаближенішим до скадоксусів. В 1838 році Константин Самюель Рафінеск виділив їх в окремий рід через ряд відмінностей у будові листя. Пізніше генетичні досліди показали, що у скадоксусів диплоїдний набір хромосом дорівнює 18, а у представників роду Haemanthus 16. Відомі такі синоніми:
- Nerissa Salisb.
- Demeusea De Wild. & T.Durand.
- Choananthus Rendle

## Види
- Scadoxus cinnabarinus (Decne.) Friis & Nordal
- Scadoxus cyrtanthiflorus (C.H.Wright) Friis & Nordal
- Scadoxus longifolius (De Wild. & T.Durand) Friis & Nordal
- Scadoxus membranaceus (Baker) Friis & Nordal
- Scadoxus multiflorus (Martyn) Raf. — скадоксус багатоквітковий
- Scadoxus nutans (Friis & I.Bjørnstad) Friis & Nordal
- Scadoxus pole-evansii (Oberm.) Friis & Nordal
- Scadoxus pseudocaulus (I.Bjørnstad & Friis) Friis & Nordal
- Scadoxus puniceus (L.) Friis & Nordal[1]